# Экс-ле-Бен
Экс-ле-Бен (фр. Aix-les-Bains, франкопров. Èx-los-Bens) — коммуна во Франции, расположена в департаменте Савойя и регионе Рона-Альпы. Экс-ле-Бен — известный бальнеологический курорт.

## География

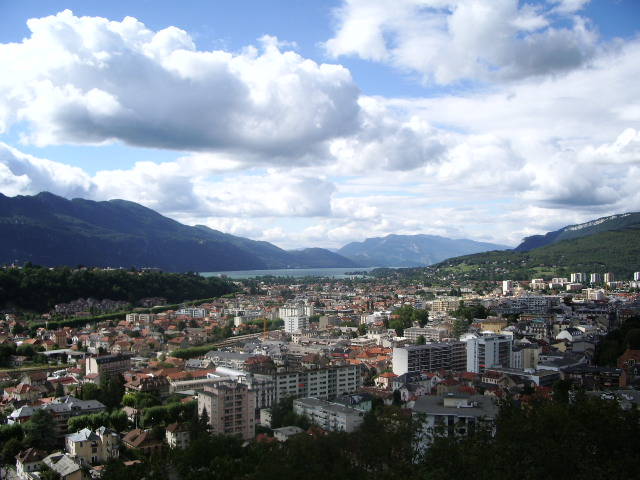
Вид на город

Город расположен между горами массива Бож (фр.) на востоке и озером Бурже на западе. По этой причине город вытянут с севера на юг. Экс-ле-Бен разделен на две части: нижнюю, расположенную на берегах озера с запада, и верхнюю, нависающую над озером, там находится центр города. Город был изначально возведен на некоторой высоте, чтобы избежать наводнений. Позже для этого была построена плотина между рекой Роной и естественным водосливом озера — каналом де Савиер (фр.). Средняя высота города — около 320 метров, в то время как его нижней части — 224 м.
Восточный берег озера занимает термальный курорт.
Мягкий горный, несколько влажный климат, преобладающие северо-восточные ветры.

## История
История города напрямую связана с озером Бурже и горячими серными источниками. Историческое и культурное развитие происходило в составе Бургундии и Савойи. В 1011 году Рудольф III Бургундский подарил виллу Экс своей жене Ирменгарде.

## Достопримечательности

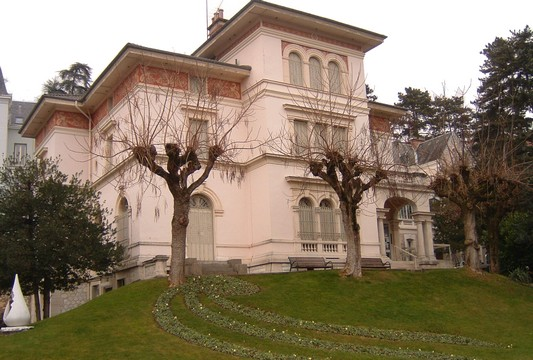
Усадьба 1902 года. Ныне художественный музей Фора.

- Музей Фора (фр.) — художественный музей, основанный в 1949 году доктором Жаном Фором (1862—1942); располагает коллекцией скульптур Родена и картин импрессионистов.
- Казино «Большой круг» (фр.), открытое в 1850 году королём Виктором-Эммануилом II Савойским. Особую художественную ценность в здании XIX века представляют мозаики и витражи, созданные позднее, в 1880-х годах. В 1899 году в северном зале казино появился изящный театр.

## Известные уроженцы и жители

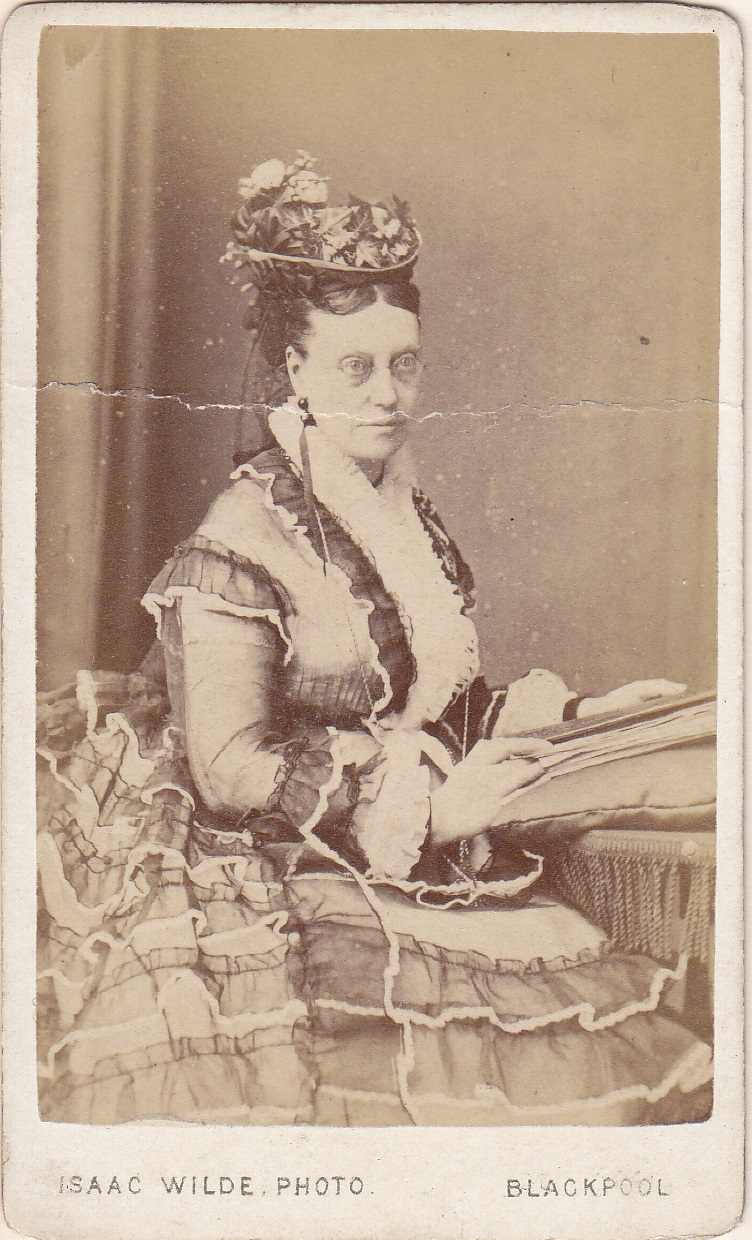
Лидия Беккер

## Города-побратимы
- Фэрбанкс, США
- Кисловодск, Россия
- Милена, Италия
- Мулай Якуб, Марокко
- Розмер, Квебек